# CAL-27
CAL 27（亦稱ATCC CRL-2095、Centre Antoine Lacassagne-27）是常用於科研用途的永生人類舌頭鱗狀細胞癌細胞系，最初是分離自一名56歲的白人男性舌癌患者。CAL 27是在沒有表皮生長因子或成纖維細胞飼養層的培養基中分離的細胞系，不會受海拉細胞的污染，並且保留原始馬爾皮吉氏小管上皮組織的某些特徵。CAL 27細胞的倍增時間相對較長，長達35小時。

## 科研用途
CAL 27最初是口腔鱗狀上皮細胞癌（OSCC）研究領域中最常用的其中一個細胞系，然而在2009年，有學者指出CAL 27異種移植物的生長方式不像典型的OSCC細胞，並發現CAL 27異種移植物在生物體內生長緩慢，並且在腫瘤的表面和較深的區域形成囊泡。 有研究指出通過siRNA干擾技術，敲低母體胚胎亮氨酸拉鍊激酶（MELK）在CAL-27細胞的表達，構建出低表達MELK的CAL-27模型，並且發現抑制MELK的表達，可以明顯降低舌鱗癌細胞遷移及侵襲能力。另一項研究指出，沈默黏着斑激酶（FAK）可以誘導CAL-27細胞的抑制及凋亡，故而認為FAK有望成為抑制舌鱗癌生長和轉移的新靶點。

## 外部連結
- Cellosaurus entry for CAL 27（页面存档备份，存于）